# Phaedon armoraciae
Phaedon armoraciae är en skalbaggsart som först beskrevs av Carl von Linné 1758.  Phaedon armoraciae ingår i släktet Phaedon och familjen bladbaggar. Arten är reproducerande i Sverige.

## Underarter
Arten delas in i följande underarter:
- P. a. armoraciae
- P. a. niger

## Bildgalleri

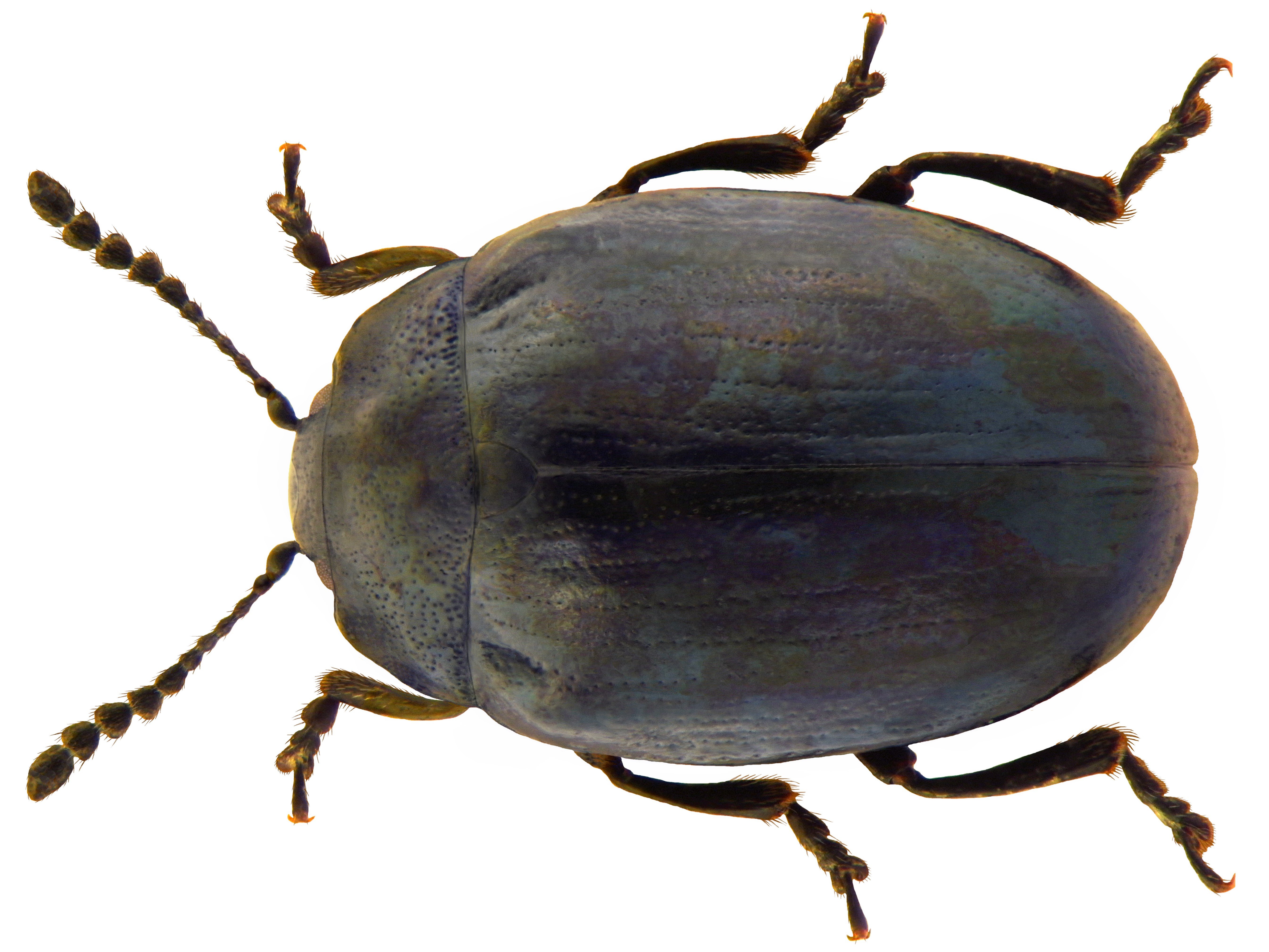
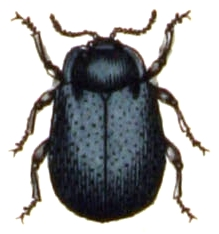
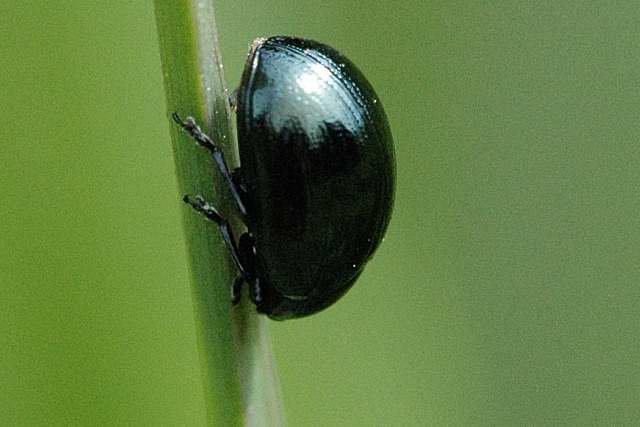